# Yrjö Norta
Yrjö Norta (Nyberg fram till 1935), född 18 mars 1904 i Åbo, död 11 november 1988 i Helsingfors, var en finländsk ljudingenjör och filmregissör. Han betraktas som en av Finlands stora filmpionjärer.
Norta blev redan som barn intresserad av film och gjorde sin första film 1919 tillsammans med bröderna Lennart och Alvar Hamberg. De tre grundade senare filmbolaget Lahyn-Filmi i Åbo. 1926 började företaget söka göra ljudfilmer och färgljudfilmer; den första ljudfilmen med playback-teknik blev Äänifilmi och kom 1929. Den första långfilmen med optiskt ljud, Säg det på finska kom två år senare. Åren 1931–1934 verkade Norta som filmljudproducent i Sverige och som återkommen i Finland anställdes han som ljudproducent hos Suomen Filmiteollisuus, där han verkade fram till 1941. Under den tiden framtog Norta bland annat det egna YN-systemet.
1942 blev Norta teknisk chef för Fenno-Filmi och regisserade vid sidan om fem långfilmer. Samarbetet med Fenno-Filmi tog slut 1949, men Norta förblev företagets delägare fram till 1961. Åren 1952–1958 samt 1963 gjorde Norta reklamfilmer regisserade 1959 filmen Kolmas laukaus. Åren 1923–1959 regisserade Norta totalt 23 filmer, varav 11 tillsammans med Toivo Särkkä. 1975 erhöll han konstnärspension och avled i Helsingfors 1988.

## Filmografi (som ljudingenjör)[5]
- Kihlauskylpylä, 1924
- I Adams kläder och lite i Evas, 1931
- Säg det på finska, 1931
- Kärlek och landstorm, 1931
- Kuisma ja Helinä, 1932
- Två hjärtan och en skuta, 1932
- Ett skepp kommer lastat, 1932
- Sininen varjo, 1933
- Kärleksexpressen, 1933
- Hustru för en dag, 1933
- Djurgårdsnätter, 1933
- Bröderna Östermans huskors, 1933
- Meidan poikamme ilmassa - me maassa, 1934
- Syntipukki, 1935
- Kun isä tahtoo, 1935
- Roinilan talossa, 1935
- Onnenpotku, 1936
- Kaikenlaisia vieraita, 1936
- Pohjalaisia, 1936
- Asessorin naishuolet, 1937
- Finskt blod, 1937
- Lapatossu, 1937
- Tulitikkuja lainaamassa, 1938
- Olenko minä tullut haaremiin, 1938
- Rykmentin murheenkryyni, 1938
- Eteenpäin - elämään, 1939
- Under knutpiskan, 1939
- Jumalan tuomio, 1939
- Lapatossu ja Vinski olympia-kuumeessa, 1939
- Skaldekonungen och flyttfågeln, 1940
- Mellan två krig, 1940
- Den osynliga fienden, 1943
- Kolmas laukaus, 1959
- Sensuela, 1973